# Hores
Les Hores (en grec antic: ῟Ωραι 'Hōrai' els temps, les estacions) (en llatí: Horae) són en la mitologia grega les deesses que controlaven el cicle de les estacions, el clima i la vida. També se les coneix per les Estacions. Hesíode diu que eren filles de Zeus i de Temis, una dels sis germans i les sis germanes filles de Gea i d'Úranos, i germanes de les Moires.
Generalment, hom considera que hi va haver dues generacions d'Hores:

## Primera generació
Homer en les seves obres no menciona ni qui foren els seus pares ni quantes n'hi havia, però sí que indica que eren les divinitats olímpiques del clima, serventes d'Hera i ministres del déu Zeus, vigilants de les portes de l'Olimp. Tenien la tasca primordial de fomentar la fertilitat a la Terra, enviant-hi diversos fets climàtics. Ja que el clima, en un sentit general, es regula segons el curs de les estacions, les Hores són freqüentment designades per la seva afiliació a una de les seves estacions. Són amables i benevolents, portant tant a déus com als homes moltes coses bones i desitjables. Tanmateix, només és Zeus qui té el poder de reunir i dispersar els núvols, i per tant, les Hores només en són les seves serventes, i a vegades, també les de la seva esposa, la deessa Hera.
Les tradicions transmeses per Homer van seguir vigents durant un període dilatat de temps. Les Hores, es creia, eren les encarregades de les estacions, i estaven associades principalment als períodes de més fertilitat de l'any: la primavera i la tardor.
Així doncs, La primera generació estava formada per Tal·lo, Auxo i Carpo, les deesses de les estacions (els grecs només dividien l'any en primavera, estiu i hivern). En les arts plàstiques la primera generació se sol retratar com un grup de dones joves i atractives envoltades de flors i vegetació abundant, o d'altres símbols de fertilitat. Els seus seguidors es comptaven sobretot entre els camperols de les parts rurals de l'antiga Grècia.
- Tal·lo o Tàl·late era la deessa de la primavera i que s'encarregava de fer florir les plantes i flors, i era sovint adorada com una protectora de la joventut. Cada any, a l'arribar la primavera, acompanyava a la deessa Persèfone en el seu ascens des de l'Hades.[6]
- Auxo o Auxesia, era l'encarregada de fer créixer les plantes, i era adorada a Atenes juntament amb Hegèmone com una de les seves dues Càrites.[5]
- Carpo o Xarpo, era l'encarregada de la temporada de la sega i la collita, així com de guardar el camí que duia al Mont Olimp. Atenia a Persèfone, Afrodita i Hera, i també era sovint associada amb els déus Dionís, Apol·lo i Pan.[6]

## Segona generació

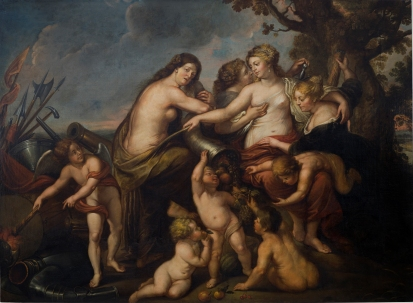
Al·legoria de la Pau i la felicitat de l'Estat. En aquesta obra hi apareixen Eunòmia (el bon govern), Dice (la llei) i Irene, aquesta última al centre encarnant la idea de Pau. Obra que pertany al Taller de Rubens conservada a la Biblioteca Museu Víctor Balaguer de Vilanova i la Geltrú

La segona generació és generalment descrita com la tríada formada per Eunòmia, Dice i Irene, que en aquest cas ja no regulen qüestions relacionades amb el clima, sinó que són deesses de la llei i l'ordre que mantenen l'estabilitat de la societat, i que són principalment adorades a les polis d'Atenes, Argos i Olímpia com a protectores dels seus estats. Hesíode fou l'autor que descrigué aquesta segona "generació" per primer cop, reflectint la transició de les nocions purament físiques a les ètiques per la qual passava la filosofia en aquell període..
- Eunòmia (mot grec que significa ordre), era la deessa de la llei i la legislació. Aquesta, o bé una altra deessa, hauria pogut ser una filla d'Hermes i Afrodita segons la tradició.[2]
- Dice (vol dir justícia), era la deessa de la justícia moral. Governava la justícia dels humans; sa mare (Temis), era l'encarregada de la justícia divina. Diké nasqué mortal, i Zeus la retenia a la Terra només per mantenir el seu estat d'humana, però finalment quan sabé que això no era possible se la va endur al seu costat a l'Olimp.[1]
- Irene (pau, en grec) - el seu equivalent romà era Pax), era la personificació de la pau i la riquesa, i era habitualment retratada com una jove bonica que duia una cornucòpia, un ceptre i una torxa.[2]

## Tercera generació
Hi ha autors que arriben a reconèixer un tercer grup d'Hores. Aquestes són conegudes amb els noms de Ferusa (la substància ), Eupòria (l'abundància) i Ortosia (la prosperitat).

## Segons Higí
L'autor llatí Gai Juli Higí nomena les Hores d'una forma força confusa, ja que barreja els seus noms originals amb els seus epítets, i amb els noms emprats per designar estacions o hores separades. Així, doncs, elabora primerament una llista de nou Hores, i després una altra formada per divinitats menors encarregades d'onze (més endavant, dotze) períodes del dia que van des de justament abans de la sortida del sol fins que cau la nit.

### Nou hores
- Auxo
- Eunòmia
- Ferusa
- Carpo
- Dice
- Eupòria
- Irene
- Ortosia
- Tal·lo

### Deesses menors encarregades del dia[7]
- Auge, la primera llum.
- Anatòlia, l'alba.
- Mousika, l'hora matinal de la música i l'estudi.
- Gymnastika, també Gymnastica, Gimnàstica, Gymnasia, l'hora de la gimnàstica i l'exercici.
- Nymphe, l'hora matinal de la higiene, de la neteja personal.
- Mesèmbria, el migdia.
- Sponde, libacions posteriors al dinar.
- Èlete o Tèlete, l'oració, la primera de les hores de treball de la tarda.
- Acte, Acme o Cypris, menjar i plaer, la segona de les hores de treball de la tarda.
- Hèsperis, el vespre.
- Dysis, la posta de sol.
- Ariktos, l'última llum.